# プロジェクト・ニム
『プロジェクト・ニム』（Project Nim）は、ジェームズ・マーシュ監督による2011年のドキュメンタリーである。
第84回アカデミー賞長編ドキュメンタリー映画賞のノミネート候補15作品に選ばれている。

## 内容
1970年代にアメリカで実際に行われ、話題となった実験があった。言語習得過程の解明のため、チンパンジーのニムを人間同然に育てるという実験である。その実験の経過、そして顛末と、実験が停止された後のニムの生涯を追ったドキュメンタリー。

## 評価
Rotten Tomatoesでは123件の評論家レビュー中、97%が高評価を与えている。

### 受賞とノミネート
| 賞                                   | 部門                                             | 対象                   | 結果       |
| ------------------------------------ | ------------------------------------------------ | ---------------------- | ---------- |
| サンダンス映画祭                     | 監督賞（ワールド・シネマ・ドキュメンタリー部門） | ジェームズ・マーシュ   | 受賞       |
| 全米製作者組合賞                     | ドキュメンタリー映画賞                           | サイモン・チン         | ノミネート |
| サテライト賞                         | ドキュメンタリー映画賞                           | 『プロジェクト・ニム』 | ノミネート |
| 放送映画批評家協会賞                 | ドキュメンタリー映画賞                           | 『プロジェクト・ニム』 | ノミネート |
| ボストン映画批評家協会賞             | ドキュメンタリー映画賞                           | 『プロジェクト・ニム』 | 受賞       |
| ラスベガス映画批評家協会賞           | ドキュメンタリー映画賞                           | 『プロジェクト・ニム』 | 受賞       |
| シカゴ映画批評家協会賞               | ドキュメンタリー映画賞                           | 『プロジェクト・ニム』 | ノミネート |
| インディアナ映画批評家協会賞         | ドキュメンタリー映画賞                           | 『プロジェクト・ニム』 | 受賞       |
| ヒューストン映画批評家協会賞         | ドキュメンタリー映画賞                           | 『プロジェクト・ニム』 | 受賞       |
| サンディエゴ映画批評家協会賞         | ドキュメンタリー映画賞                           | 『プロジェクト・ニム』 | 受賞       |
| フェニックス映画批評家協会賞         | ドキュメンタリー映画賞                           | 『プロジェクト・ニム』 | ノミネート |
| ナショナル・ボード・オブ・レビュー賞 | ドキュメンタリートップ5                          | 『プロジェクト・ニム』 | 受賞       |
| ワシントンD.C.映画批評家協会賞       | ドキュメンタリー映画賞                           | 『プロジェクト・ニム』 | ノミネート |
| 英国インディペンデント映画賞         | ドキュメンタリー賞                               | 『プロジェクト・ニム』 | ノミネート |